# Our Son
Our Son ist ein Film von Bill Oliver. Das Sorgerechtsdrama feierte im Juni 2023 beim Tribeca Film Festival seine Premiere und kam Anfang Dezember 2023 in die US-Kinos.

## Handlung
Die 13-jährige Beziehung des New Yorker Buchverlegers Nicky ist in die Brüche gegangen. Sein Partner Gabriel hat beschlossen, ihre Beziehung zu beenden. Nun ist ein erbitterter Sorgerechtsstreit um ihren achtjährigen Sohn Owen entbrannt. Nicky ist sein leiblicher Vater und möchte mit seinen Anwälten das alleinige Sorgerecht für Owen erstreiten. Gabriel, ein ehemaliger Schauspieler, ist jedoch nicht bereit, völlig auf seine Rechte zu verzichten.
Viele Jahre schien ihre Beziehung in Ordnung und die Rollen klar verteilt. Gabriel gab seine Karriere für seinen Mann und Owen auf, und Nicky verdiente das Geld. Nun aber beschuldigt Nicky ihn, Owen verhätschelt zu haben. Zudem hat Gabriel einen Mann kennengelernt, für den er echte Gefühle hegt. Will, sein Liebhaber, mit dem er sich monatelang heimlich zum Sex getroffen hat, ist jedoch nicht bereit, Gefühle in eine Beziehung mit einem verheirateten Mann zu investieren und beendet die Beziehung.

## Produktion

### Filmstab und Besetzung
Regie führte Bill Oliver, der auch gemeinsam mit Peter Nickowitz das Drehbuch schrieb. Es handelt sich bei Our Son um Olivers zweiten Spielfilm nach Jonathan aus dem Jahr 2018, in dem Ansel Elgort, Suki Waterhouse und Patricia Clarkson in den Hauptrollen zu sehen waren.
Billy Porter und Luke Evans spielen in den Hauptrollen die in Scheidung lebenden Eheleute Gabriel und Nicky. Der Kinderdarsteller Christopher Woodley spielt ihren achtjährigen Sohn Owen. In weiteren Rollen zu sehen sind Andrew Rannells, Robin Weigert, Kate Burton, Phylicia Rashād, Cassandra Freeman und Isaac Powell.

### Filmmusik und Veröffentlichung
Die Filmmusik komponierte der Norweger Ola Fløttum.
Die Premiere des Films erfolgte am 10. Juni 2023 beim Tribeca Film Festival. Ebenfalls im Juni 2023 wurde er bei Frameline47 und beim Provincetown International Film Festival gezeigt. Am 8. Dezember 2023 kam der Film in die Kinos im Vereinigten Königreich und in ausgewählte US-Kinos.

## Rezeption

### Kritiken
Von den bei Rotten Tomatoes aufgeführten Kritiken sind 85 Prozent positiv.
Damon Wise von Deadline: schreibt, Bill Oliver habe mit Our Son einen Trennungsfilm in der Tradition von Noah Baumbachs Marriage Story und Robert Bentons Kramer gegen Kramer geschaffen, jedoch in einer schwulen Version. Er beschreibt Our Son als ein wunderbar durchdachtes menschliches Drama, das eine sterbende Ehe mit Humor und Intelligenz untersucht. Zunächst würden die Sympathien bei Gabriel liegen, den Billy Porter bewegend spiele, dann jedoch komme es zu einer leichten Verschiebung hin zu Nicky. Beide Charaktere seien mit solcher Sorgfalt und Tiefe gezeichnet, dass sie, als die Feindseligkeiten schließlich losgehen, sowohl geerdet als auch nachvollziehbar seien, so Wise.

### Auszeichnungen
São Paulo International Film Festival 2023
- Nominierung im New Directors Competition (Bill Oliver)[12]